# リヒャルト・デーメル

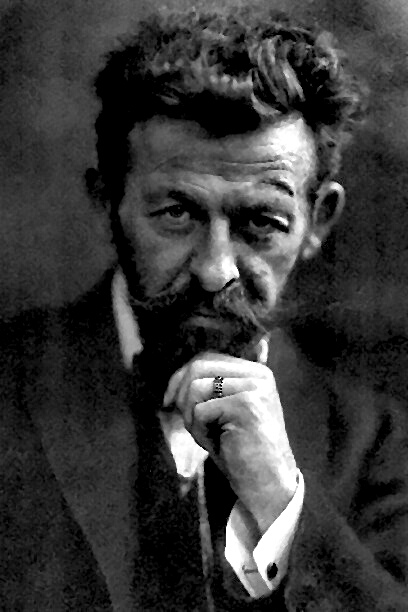
デーメル、1905年

リヒャルト・フェードル・レオポルト・デーメル（Richard Fedor Leopold Dehmel、1863年11月18日 - 1920年2月8日）は、ドイツの詩人。

## 生涯
プロイセン、ブランデンブルク州ダーメ＝シュプレーヴァルト郡の小村に山林監視人を父として生まれる。教師と対立してギムナジウムを放校されたのち、ベルリンとライプツィヒの大学で自然科学、経済学、文学などを学ぶ。その後火災保険の職に就き、仕事の傍らで1891年に処女詩集『救済』を刊行、これをきっかけにリーリエンクローンとの交際が始まる。1895年より文筆専業となり、1896年に代表的な詩集『女と世界』を刊行。1901年よりハンブルク郊外のブランケネーゼに永住した。1914年から16年まで自ら志願して第一次世界大戦に従軍している。終戦後の1920年に戦争時の傷の後遺症が元で死去。

## 評価
- その詩は自然主義的・社会的な傾向を持ちつつ、精神的・形而上学的なエロスによる救済願望に特徴付けられている。童話、劇作などもあり、晩年は第一次世界大戦の従軍記録も残した。
- 彼の詩には、リヒャルト・シュトラウス、マックス・レーガー、アレクサンドル・ツェムリンスキー、アルノルト・シェーンベルク、アントン・ヴェーベルン、クルト・ヴァイルなど多くの作曲家が曲を付けた。また、彼の詩を元にしたシェーンベルクの弦楽六重奏曲『浄められた夜』は特に有名。

## 翻訳
- パウラ&リヒャルト・デーメル『フィッツェブッツェ』エルンスト・クライドルフ え. 若林ひとみ訳、ほるぷ出版, 1986.12